# سفارة إسبانيا في النرويج
سفارة إسبانيا في النرويج هي أرفع تمثيل دبلوماسي لدولة إسبانيا لدى النرويج. تقع السفارة في وهي تهدف لتعزيز المصالح الإسبانية في النرويج.

## وصلات خارجية
- قائمة سفارات إسبانيا
- قائمة السفارات في النرويج